# 朴永吉
朴 永吉（パク・ヨンギル、1989年5月14日 - ）は、韓国出身のハンドボール選手。日本ハンドボールリーグのトヨタ紡織九州所属。

## 経歴
仁川都市公社、国軍体育部隊、HCコロサ、SKホークスを経て、2017年11月に日本ハンドボールリーグのトヨタ紡織九州へ加入。背番号は「24」。
2018年の第8回全日本社会人ハンドボール選手権大会ではベストセブンに選ばれた。

## 詳細情報

### 年度別成績
| 年       | チーム         | 試合 | フィールド 得点 | 率   | 7m  | 合計   | 警告 | 退場 | 失格 |
| -------- | -------------- | ---- | --------------- | ---- | --- | ------ | ---- | ---- | ---- |
| 2017-18  | トヨタ紡織九州 | 11   | 30/58           | .517 | 0/0 | 30/58  | 1    | 1    | 0    |
| 2018-19  | トヨタ紡織九州 | 15   | 41/71           | .577 | 0/0 | 41/71  | 5    | 7    | 0    |
| JHL：2年 | JHL：2年       | 26   | 71/129          | .550 | 0/0 | 71/129 | 6    | 8    | 0    |

### タイトル・表彰

#### 社会人選手権
- ベストセブン：1回 (2018年)

### 記録

#### 日本ハンドボールリーグ
- フィールドゴール初得点：2017年11月23日、対湧永製薬戦（湧永満之記念体育館）[4]

### 背番号
- 24 (2017年 - )